# Lâu đài Bourscheid

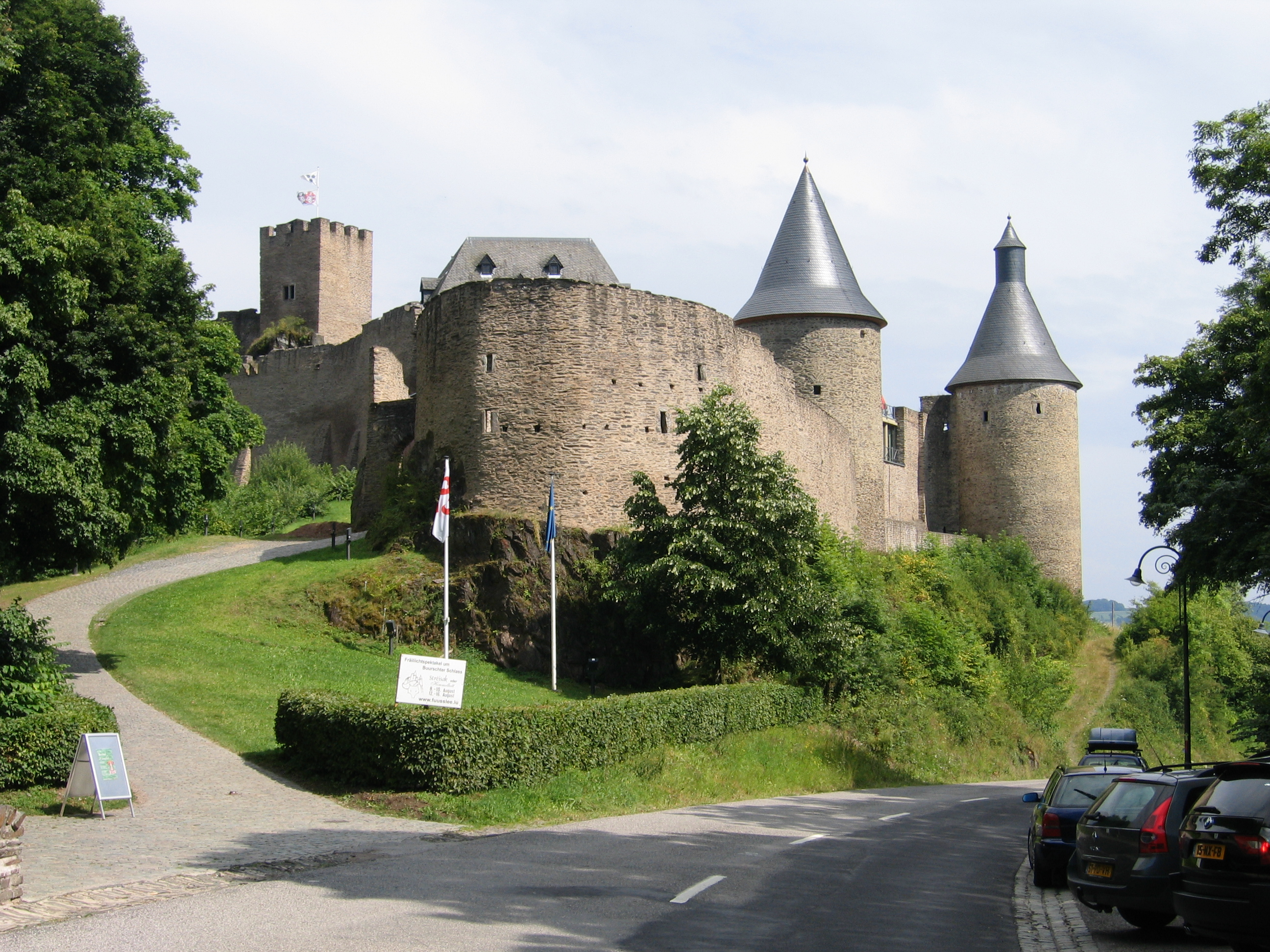
Lâu đài Bourscheid

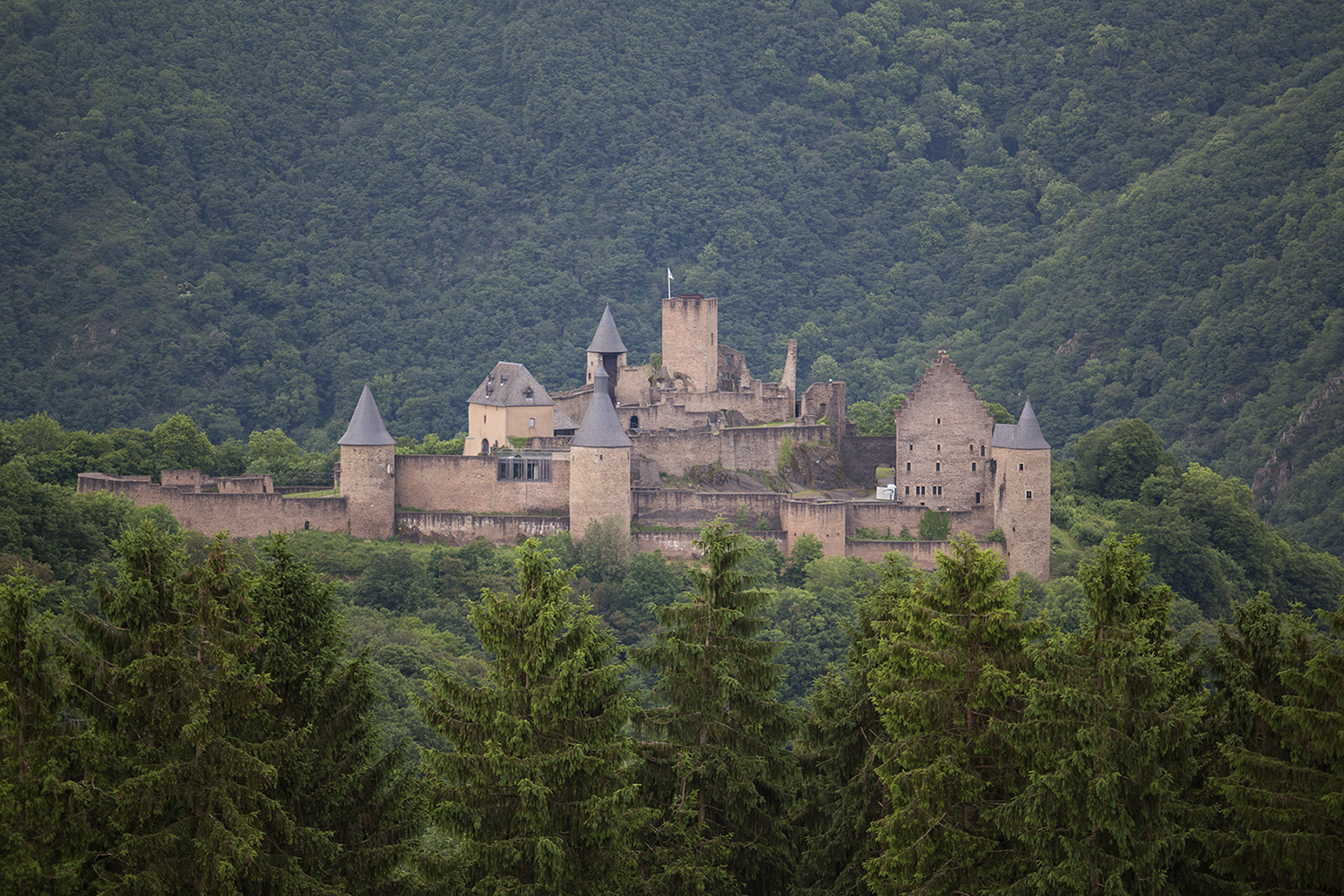
Lâu đài Bourscheid tại Luxembourg

Lâu đài Bourscheid (tiếng Pháp: Château de Bourscheid, tiếng Đức: Burg Bourscheid, tiếng Luxembourg: Buerg Buerschent) là một lâu đài nằm gần làng Bourscheid ở đông bắc Luxembourg. Lâu đài thời Trung Cổ này nằm trên một địa điểm có bằng chứng khảo cổ về các cấu trúc có từ thời La Mã. Tòa lâu đài đứng hùng vĩ cao khoảng 150 mét (490 ft) trên sông Sûre. Nó được bao bọc bởi một bức tường uốn lượn với 11 tháp canh.

## Lịch sử
Mặc dù lần đầu tiên được đề cập từ năm 1095, lâu đài dường như đã được xây dựng vào khoảng năm 1000 trên những nền móng của các cấu trúc trước đó. Nó đã được mở rộng nhiều lần bao gồm bức tường bên ngoài có từ năm 1350, ngôi nhà Stolzembourg từ năm 1384 và sân trong từ năm 1477. Phía sau cổng vào có niên đại từ cuối thế kỷ 15, một con mương được bảo vệ bởi bốn tòa tháp để ngăn lối vào giữa các phần trên và dưới của lâu đài. Các tháp canh phía nam và phía đông có từ năm 1498 và các tháp pháo được xây dựng vào thế kỷ 16.
Việc mở rộng phần trên của lâu đài diễn ra vào thế kỷ 15 trong khi lò sưởi lớn và ống khói cao được hoàn thành sau đó khoảng một thế kỷ. Schenk von Schmidtburg là người đã mua lại lâu đài vào cuối thế kỷ 18. Ông cho tiến hành một số công việc sửa chữa nhưng không thể ngăn chặn được sự xuống cấp trầm trọng của nó. Vào thế kỷ 19, sau khi nhà nguyện bị sập, người ta đã nghĩ đến việc phá dỡ tòa nhà. Tuy nhiên vào năm 1936, nó đã trở thành một địa điểm được liệt kê được bảo vệ và vào năm 1972, với sự khuyến khích của một hiệp hội có tên là Những người bạn của Lâu đài Bourscheid, nhà nước đã mua lại tòa nhà và tiến hành sửa chữa rộng rãi. Theo kết quả của công việc trùng tu, lâu đài hiện đã hoàn toàn có thể tiếp đón du khách, nhưng chủ yếu vẫn là một tàn tích lộ thiên. Việc xuất bản các tài liệu lưu trữ lịch sử của Bourscheid đã cung cấp thông tin chi tiết về lâu đài và những cư dân trước đây của nó.